# VVT-i
VVT-i（ブイブイティーアイ Variable Valve Timing-intelligent system）は、トヨタ自動車の可変バルブタイミング・リフト機構の呼称および技術である。バリエーションとして、VVT-iの基となったVVTのほか、VVTL-i等がある。

## バリエーション

### VVT

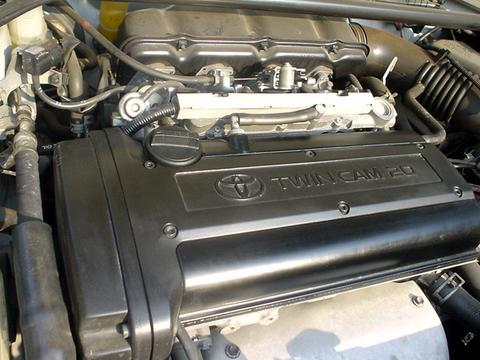
VVTを採用した4A-GE型（20バルブ）

VVT（Variable Valve Timing）は可変バルブタイミング機構の略で、近年のトヨタ車において普及しているVVT-iの前身となった技術である。VVTはエンジンの負荷に応じて、吸気側のバルブタイミングを油圧によってクランク角に対して30°変化させる機構である。これにより、低回転域と高回転域での出力特性を両立させる。同時期の類似機構として、日産自動車のNVCSが挙げられる。
1991年以降に登場したカローラシリーズをはじめとして、それらのスポーツグレードに搭載された4A-GE型エンジンに初めて採用された。同時に5バルブ機構も組み合わせられ、リッター当たり100馬力の出力を達成した。

### VVT-i

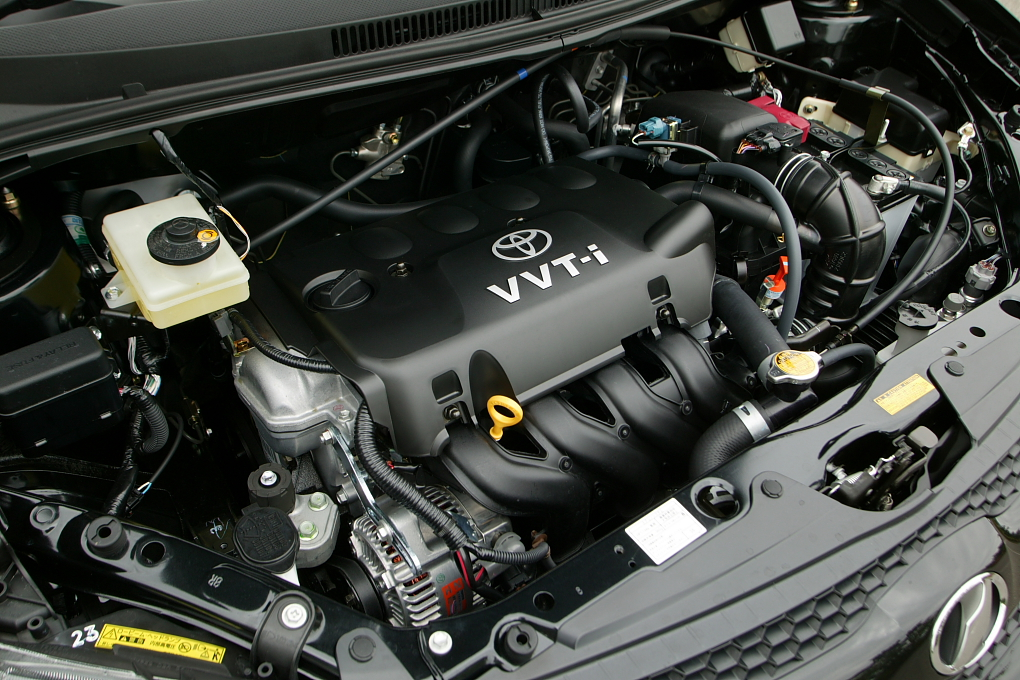
VVT-iを採用した1NZ-FE型

VVT-i（Variable Valve Timing-intelligent system）は、可変バルブタイミング機構・インテリジェントの略である。機械的な二段階制御であった従来のVVTに対し、VVT-iではコンピュータ制御による連続可変機構を採用し、さらなる高性能と低燃費を高次元で両立した。可変であるのはカムシャフトの回転角位相のみであり、作用角やリフト量は変化しない。登場当初は駆動に油圧ピストンとヘリカルスプラインを用いていたが、後に簡素で低コストな油圧ベーンに変更されている。
1995年8月に登場したクラウンの2JZ-GE型エンジンに初めて採用された。ベーン式VVT-iは1996年の3S-FSEに初めて搭載された。ベーン式の構造をもつ可変バルブタイミング機構としてはこれが世界初となる。現在では商用車も含め、トヨタ自動車のほとんどのガソリンエンジン車種に搭載されている。特にベーン式VVT-iは世界標準技術となっており、国内外の多くのメーカーで採用されている。

### DUAL VVT-i

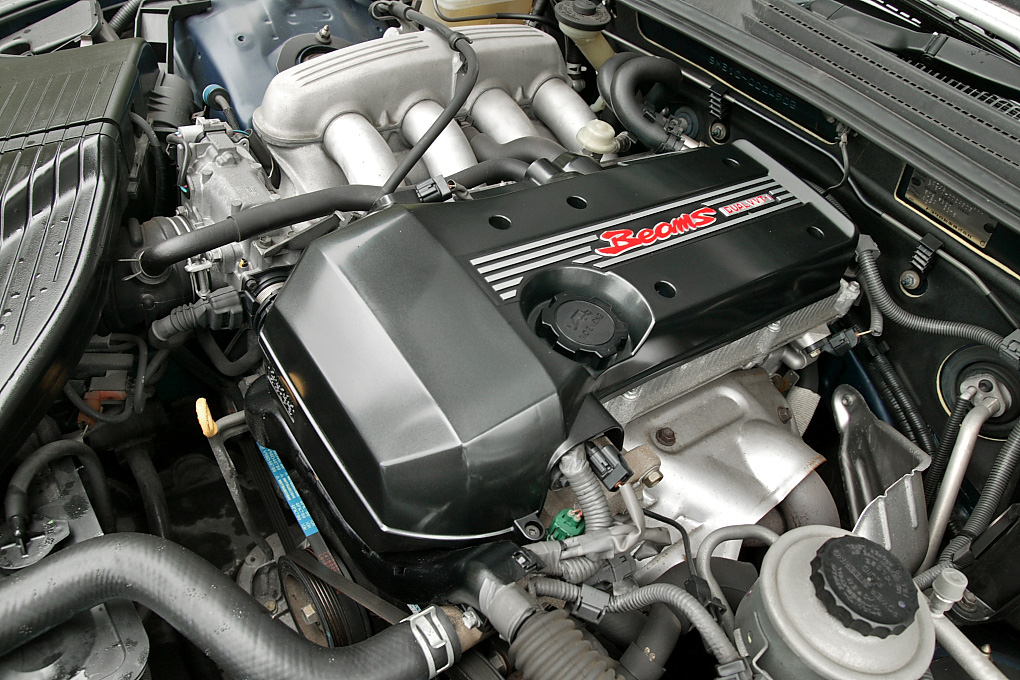
DUAL VVT-iを採用した3S-GE型

DUAL VVT-i（DUAL Variable Valve Timing intelligent system）は、従来の吸気側のVVT-iに加えて排気側の制御も行い、吸排気効率をさらに向上させるシステムである。
トヨタが、世界に先駆け1998年10月に量販車（アルテッツァRS200）の3S-GE型エンジンに搭載した。その後、クラウン（GRS18#）やマークX（GRX12#）等の、主に上位クラスの車種に搭載された。のちに2006年10月に登場したカローラ（E140/150）およびオーリスの1.8L車にも搭載された新開発の2ZR-FE型エンジンに採用された。さらには1.3LクラスのNR（1NR-FE）型エンジンにも採用され、iQやパッソ、ヴィッツ、ラクティス（兄弟車のスバル・トレジア含む）等のコンパクトカーやカローラアクシオ等のスモールセダン、ポルテ（兄弟車のスペイド含む）等のトールワゴンにもそれぞれ普及した。

### VVTL-i
VVTL-i（Variable Valve Timing and Lift intelligent system）は、VVT-iによる吸気カムの位相変化に加え、吸排気バルブの作用角・リフト量をカム切り替えにより変化させることで、高回転時はハイカムと同じ働きを生み出す機構である。
1999年に登場したセリカの2ZZ-GE型エンジンに初めて搭載された。カム位相の連続変化機構と可変リフトを組み合わせたシステムとしては世界初としている。その後は同エンジンを採用するカローラランクスやカローラフィールダーなどの上位グレード、そしてWill VSやヴォルツなどのパイクカーにも採用された。またロータスへの供給も行われた。
先行して実用化されている本田技研工業（いすゞ自動車にOEM供給されていた製品を含む）のVTECや三菱自動車工業のMIVECと原理的には同じであるが、後述のとおりカムの切り替え機構を独自の方式としている。VVTL-iを採用したエンジンは2ZZ-GE型のみで、以降にVVTL-iを採用したエンジンは無い。
VTECをはじめとする他の可変バルブリフト機構と同様に、カムシャフトに低中速用カム（ノーマルカム）と高速用カム（ハイカム）が備えられ、ロッカーアームで切り替えを行う。カムシャフトはVTECが3つのカムプロフィール（低速：2、高速：1）を持つのに対しVVTL-iは低速と高速それぞれ1つずつの計2つのカムプロフィールとなる。ロッカーアームにはノーマルカムと接するローラーフォロワーとハイカムと接するアームパッド（スリッパー）がある。ノーマルカム時にはアームパッドがフリーとなりハイカムは空打ちするため、力をロッカーアームには力を伝えず、ノーマルカムからローラーフォロワーに力が伝達される。ハイカム時はアームパッドがロッカーアーム内部のスライドピンによって固定され、ハイカムが作用する。2ZZ-GE型の場合、標準では6,000rpmでハイカムに切り替わるように設定されている。

### VVT-iE

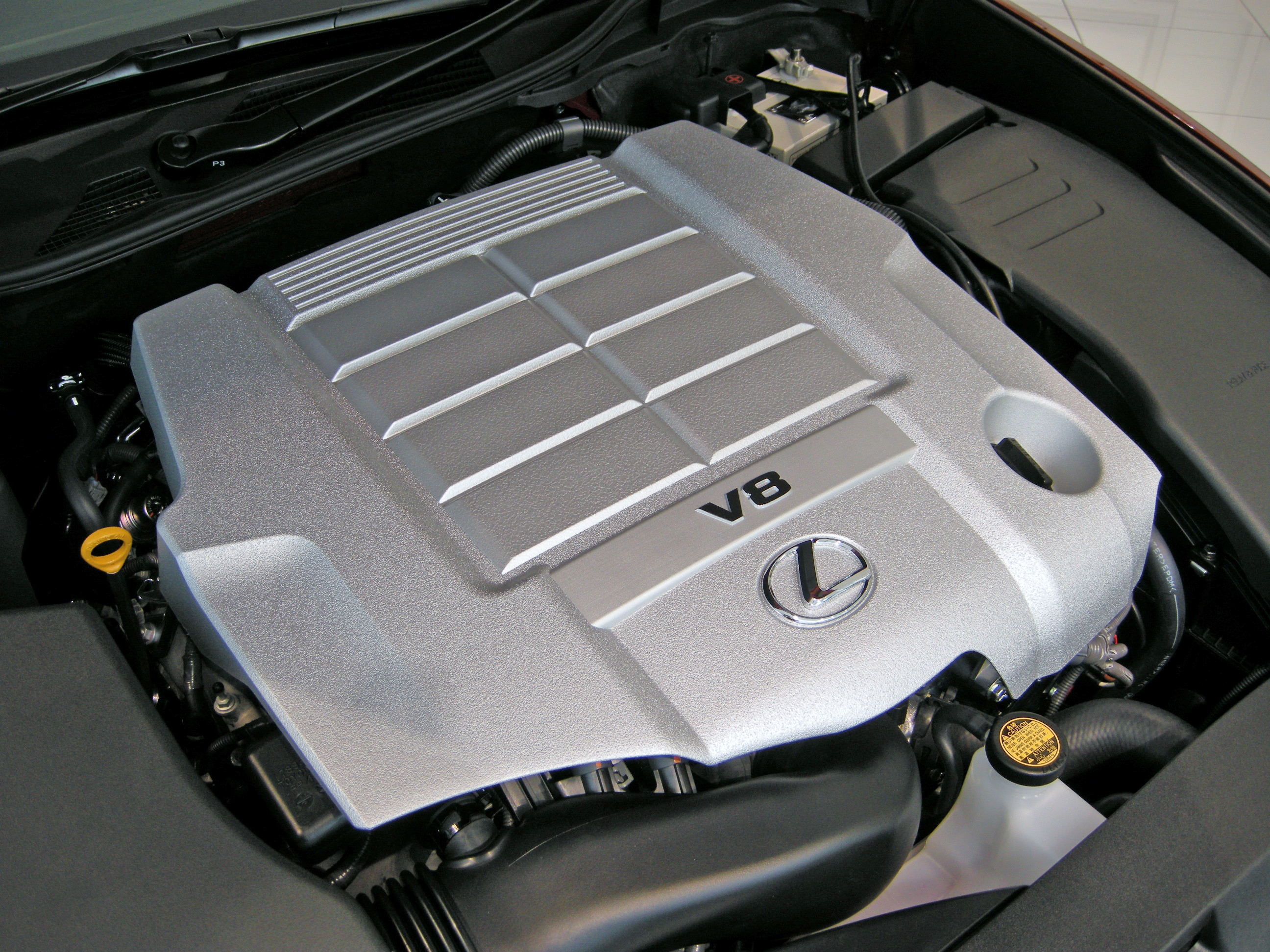
Dual VVT-iEを採用した1UR-FSE型

VVT-iE（Variable Valve Timing-intelligent system by Electric motor）は、電動連続可変バルブタイミング機構の略である。従来のVVT-iの制御が油圧で行われていたのと異なり、電動モーターで制御される。電動としたことで、油圧が上がらない低回転域（1,000rpm以下）や、冷間始動直後の油温が低い領域でもバルブタイミングの制御が可能となった。
2006年9月に発表されたLS460に搭載された1UR-FSEに初めて採用された。後に2007年12月に発売されたIS Fに搭載されている2UR-GSEにも採用されるが、長らく高級車のみの適用であった。しかし2014年4月にマイナーチェンジを実施したヴィッツの1.3Lモデルの2WD車に搭載された1NR-FKEや、2015年3月にマイナーチェンジを実施したカローラアクシオ/フィールダーの各1.5Lモデルの2WD車のCVT仕様に搭載された2NR-FKEにもそれぞれ採用された。これらFKEモデルはコンベ（非ハイブリッド）用アトキンソンサイクル（ミラーサイクル）エンジンであり、高い応答性と低温時からの作動が求められる関係で採用されており、可変範囲も拡大している。
油圧ではなく電気を用いる可変バルブタイミング機構としては日産のeVTCがあるが、eVTCはモーターではなく電磁クラッチを用いる全く別の方式となる。

### VVT-iW
VVT-iW（Variable Valve Timing-intelligent Wide）は、2014年にレクサス・NXの8AR-FTSに初採用された。
従来の油圧VVT-iと比べてバルブタイミングの可変範囲が拡大され、中間ロック機構が付加されている。これらによりアトキンソンサイクル（ミラーサイクル）のより積極的な導入が可能となり、中間ロック機構により冷間始動性も確保している。さらに通常の連続位相可変機構に加え、軸内に5モードOCVボルトとロックピンを内蔵し、センタースプール方式でVVT機構と一体化している。
これにより従来の油圧式VVT-iより作動温度領域の拡大と応答性を向上させており実用燃費の向上に寄与している。